# Суханов, Евгений Алексеевич
Евге́ний Алексе́евич Суха́нов (род. 8 апреля 1948 года, Москва) — советский и российский учёный-правовед, специалист по гражданскому праву, доктор юридических наук, профессор, заведующий кафедрой гражданского права юридического факультета МГУ. Индекс Хирша — 32.

## Биография
Родился в семье железнодорожника. Учился на вечернем отделении юридического факультета МГУ, работал секретарем судебного заседания Куйбышевского народного суда города Москвы.
В 1971 году окончил юридический факультет МГУ. В 1974 году защитил диссертацию на тему «Проблемы кодификации гражданского законодательства в ГДР» на соискание степени кандидата юридических наук (научный руководитель — В. П. Грибанов). С 1974 года работал ассистентом, старшим преподавателем, доцентом кафедры гражданского права юридического факультета МГУ.
26 февраля 1986 года защитил диссертацию на тему «Общие тенденции развития гражданского права зарубежных европейских стран — членов СЭВ» на соискание степени доктора юридических наук.
С 1988 года — арбитр МКАС, впоследствии — заместитель председателя МКАС по корпоративным спорам.
В 1989—1992 годах — заместитель декана юридического факультета МГУ по научной работе. В 1989—1991 годах участвовал в работе над проектами закона СССР «О собственности в СССР», законов РСФСР «О собственности в РСФСР», «О предприятиях и предпринимательской деятельности», Основ гражданского законодательства Союза ССР и республик.
C 1990 года — профессор МГУ. В этом же году возглавил кафедру гражданского права юридического факультета МГУ.
30 ноября 1991 года вошел в состав Совета Межреспубликанского исследовательского центра частного права.
15 июня 1992 года Е. А. Суханов был включен в состав рабочей группы для разработки проекта Гражданского кодекса Российской Федерации. Вместе с ним над проектом работали М. А. Митюков, Н. В. Фёдоров, Ю. Х. Калмыков, А. Л. Маковский, В. А. Дозорцев, О. М. Козырь, В. В. Витрянский, Г. К. Толстой, А. А. Рубанов, С. А. Хохлов, Л. И. Брычёва и др.
С декабря 1992 года по февраль 2003 года — декан юридического факультета МГУ. С 1992 года — советник Исследовательского центра частного права при Президенте Российской Федерации. В 1997 году был кандидатом в члены-корреспонденты РАН.
14 октября 1997 года вошел в состав Совета при Президенте Российской Федерации по вопросам совершенствования правосудия.
С 5 октября 1999 года — член Совета при Президенте Российской Федерации по кодификации и совершенствованию гражданского законодательства, с 29 октября 2003 года — заместитель председателя Совета.
В 2008—2010 годах принимал участие в разработке Концепции развития гражданского законодательства Российской Федерации, на основе которой было осуществлено реформирование Гражданского кодекса Российской Федерации.
Член научно-консультативных советов при Конституционном суде Российской Федерации, Верховном суде Российской Федерации, Высшем арбитражном суде Российской Федерации, Суде по интеллектуальным правам, Генеральной прокуратуре России, Федеральной нотариальной палате. Член третейских судов при Торгово-промышленной палате России, РСПП, «Газпроме». Сопредседатель ученого совета Российской академии юридических наук.
Главный редактор журнала «Вестник гражданского права». Председатель редколлегии многотомной серии «Классика российской цивилистики», в которой был переиздан ряд научных трудов дореволюционных и советских цивилистов. Принимал участие в работе над семитомным переводом Дигест Юстиниана. Написал ряд статей для Большой российской энциклопедии.
Давал заключения по громким судебным делам: делу КПСС, делу Башнефти, уголовным делам Л. Б. Меламеда, Д. В. Каменщика.

## Награды и премии
- премия Минвуза СССР (1986)[6];
- высшая юридическая премия «Фемида» в номинации «Ученый» (1996)[34];
- доктор права honoris causa Университета Святых Кирилла и Мефодия в Скопье (2000)[4];
- Заслуженный деятель науки Российской Федерации (2007, за активное участие в разработке и подготовке проекта Гражданского кодекса Российской Федерации)[35];
- почетный член Германо-российской ассоциации юристов[нем.] (2011)[29][36];
- Орден «За заслуги перед Македонией» (2014)[37];
- премия «Юрист года» в номинации «За вклад в юридическую науку» (2018)[38];
- Всероссийская юридическая премия имени Г. Ф. Шершеневича, учрежденная Ассоциацией юристов России (2019)[39];
- Орден Дружбы (2024, за заслуги в подготовке высококвалифицированных специалистов, научно-педагогической деятельности и многолетнюю добросовестную работу)[40].

## Основные труды

### Книги и монографии
- Суханов Е. А. Вещное право: Научно-познавательный очерк. — М., 2017.
- Суханов Е. А. Гражданское и хозяйственное право европейских социалистических стран — членов СЭВ. — М., 1984.
- Суханов Е. А. Гражданское право России — частное право: Сборник статей. — М., 2008.
- Суханов Е. А. Лекции о праве собственности. — М., 1991.
- Суханов Е. А. Проблемы кодификации корпоративного и вещного права: Избранные труды 2013—2017 г.г. — М., 2018.
- Суханов Е. А. Проблемы реформирования Гражданского кодекса России: Избранные труды 2008—2012 гг.. — М., 2013.
- Суханов Е. А. Российский закон о собственности: Научно-практический комментарий. — М., 1993.
- Суханов Е. А. Сравнительное корпоративное право. — М., 2014.
- Маттеи У., Суханов Е. А. Основные положения права собственности. — М., 1999.

### Коллективные труды
- Гражданское право: Учебник. В 4-х томах / Отв. ред. Е. А. Суханов. — 2-е изд. — М., 2019—2020.
- Гражданское право: Учебник. В 4-х томах / Отв. ред. Е. А. Суханов. — 3-е изд. — М., 2023.
- Гражданское право России при переходе к рынку: Сборник статей памяти В. П. Грибанова / Отв. ред. Е. А. Суханов. — М., 1995.
- Комментарий к Федеральному закону «О третейских судах в Российской Федерации» / Отв. ред. А. Л. Маковский, Е. А. Суханов. — М., 2003.
- Комментарий к части третьей Гражданского кодекса Российской Федерации / Под ред. А. Л. Маковского, Е. А. Суханова. — М., 2002.
- Основные проблемы частного права: Сборник статей к юбилею А. Л. Маковского / Отв. ред. В. В. Витрянский, Е. А. Суханов. — М., 2010.
- Право собственности: актуальные проблемы / Отв. ред. В. Н. Литовкин, Е. А. Суханов, В. В. Чубаров. — М., 2008.
- Проблемы развития частного права: Сборник статей к юбилею В. С. Ема / Отв. ред. Е. А. Суханов, Н. В. Козлова. — М., 2011.
- Проблемы современной цивилистики: Сборник статей памяти С. М. Корнеева / Отв. ред. Е. А. Суханов, М. В. Телюкина. — М., 2013.
- Российское гражданское право: Учебник. В 2-х томах / Отв. ред. Е. А. Суханов. — М., 2010.